# Colemak

Layout Colemak (basato su layout US)

Colemak è un layout di tastiera per alfabeti in caratteri latini, progettato per rendere la digitazione più efficiente e comoda posizionando le lettere della lingua inglese più utilizzate nella riga di mezzo. Creato nel 2006, prende il nome dal suo inventore, Shai Coleman.
La maggior parte dei principali sistemi operativi moderni come MacOS, Linux, Android, Chrome OS e BSD supportano Colemak in modo nativo. Inoltre, un programma per installare il layout è disponibile per Microsoft Windows. Su Android e iOS, il layout è offerto da diverse app di tastiera virtuale come GBoard e SwiftKey, nonché da molte app che supportano direttamente le tastiere fisiche.

## Panoramica

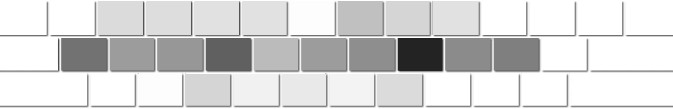
Diagramma indicante le lettere più utilizzate in lingua inglese su Colemak

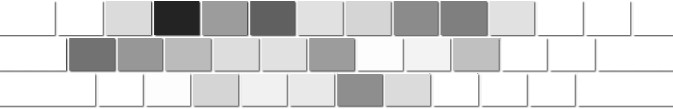
Diagramma indicante le lettere più utilizzate in lingua inglese su QWERTY

Il layout Colemak è stato progettato partendo dal layout QWERTY, modificando le posizioni di 17 tasti pur mantenendo le posizioni QWERTY della maggior parte dei caratteri non alfabetici e molte scorciatoie da tastiera popolari, con l'obiettivo di rendere più facile l'apprendimento rispetto al layout Dvorak per le persone che già digitano in QWERTY, senza perdere efficienza. Condivide diversi obiettivi di progettazione con il layout Dvorak, come ridurre al minimo la distanza del percorso delle dita e fare un uso maggiore della fila centrale dei tasti. Il 74% della digitazione viene eseguito sulla riga principale rispetto al 70% di Dvorak e al 32% di QWERTY. Il layout predefinito di Colemak manca di un tasto Caps Lock; un tasto Backspace aggiuntivo occupa la posizione tipica del Caps Lock sulle moderne tastiere.
Coleman afferma di aver progettato Colemak con la facilità d'apprendimento come punto focale, spiegando che Dvorak è difficile da imparare per gli utilizzatori del layout QWERTY perché molto diverso. Il layout ha attirato l'attenzione dei media come alternativa a Dvorak per migliorare la velocità e il comfort di digitazione con un layout di tastiera alternativo.

### Varianti
Una serie di layout intermedi noti come Tarmak sono stati creati con l'intenzione di facilitare l'adozione del layout da parte dei nuovi utenti. I layout cambiano solo 3–5 tasti alla volta in una serie di 5 passaggi.
Colemak è stato criticato per aver posto troppa enfasi sui tasti della colonna centrale della riga centrale (D e H) che portano ad allungamenti laterali delle dita per alcuni bigrammi inglesi comuni come HE, risultando in una scomodità lamentata da svariate persone. In risposta a ciò, la comunità di utenti di Colemak ha sviluppato una versione modificata di Colemak denominata Colemak-DH.
La comunità di Colemak ha creato molte altre modifiche e varianti; alcuni di questi non sono direttamente correlati al sistema Colemak e funzionano anche su altri layout. Il sito web "DreymaR's Big Bag of Keyboard Tricks" contiene informazioni su tali mod e strumenti e le loro implementazioni, nonché altri argomenti relativi alla digitazione, incentrati ma non limitati al layout Colemak.